# День нерожденья

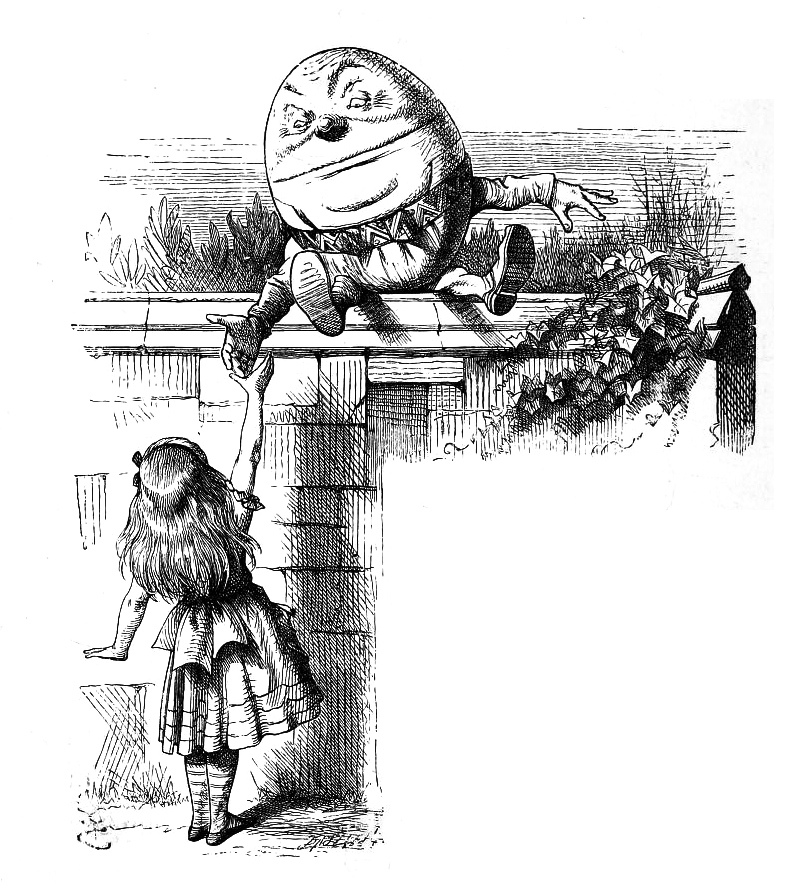
Шалтай-Болтай в галстуке, который ему подарили на день нерожденья Белый Король и Королева. Иллюстрация Джона Тенниела из «Алисы в Зазеркалье»

День нерожденья (англ. unbirthday) — событие, которое можно отмечать каждый день, кроме своего дня рождения. Неологизм «unbirthday» был придуман Льюисом Кэрроллом в его «Алисе в Зазеркалье», что вдохновило на песню «Да здравствуют неименины!» в диснеевском мультфильме «Алиса в Стране чудес» (1951).

## В «Алисе»
В «Алисе в Зазеркалье» Шалтай-Болтай надевает галстук, который, как он говорит, ему «подарили на день нерожденья» Белые Король и Королева, после чего Алиса сосчитала количество дней нерожденья в году.
В мультфильме «Алиса в Стране чудес» главная героиня встречает Болванщика, Мартовского Зайца и Соню, которые празднуют неименины, напевая песню об этом событии (авторы текста и композиторы: Мэк Дэвид, Эл Хоффман и Джерри Ливингстон). Сначала Алиса не представляет, что это за праздник, но Болванщик объясняет ей. Тогда она понимает, что это и её день нерожденья, и присоединяется к праздничному торту. Эта сцена в мультфильме сочетает в себе идею о дне нерожденья, представленную в «Алисе в Зазеркалье», и 7-ю главу «Алисы в Стране чудес».
Празднование дня нерожденья также представлено в комиксе «Unbirthday Party with Alice in Wonderland» 1951 года, выход которого совпал с выходом мультфильма. Версия комикса в значительной степени длиннее (32 страницы) сцены в мультфильме: тут Алису приглашают на празднование Траляля и Труляля, которые в фильме отсутствовали на празднике. Хотя Шалтай-Болтай и появляется в комиксе, он значительно отличается от своего прототипа из «Алисы в Зазеркалье».

## В культуре
- «UnBirthday» — трек австралийского электронного музыканта Pogo из его мини-альбома Wonderland[7]. Трек является ремиксом сцены мультфильма «Алиса в Стране чудес».
- «Happy Unbirthday» — сингл японской группы D, выпущенный в 2015 году[8].